# Carles Coll i Costa
Carles Coll i Costa (né le 14 avril 1952 à Figueras) est un chef d'orchestre et un compositeur catalan.

## Biographie
Il a étudié au Conservatoire supérieur de musique du Liceu et au Conservatoire municipal de musique de Barcelone avec comme maître Miguel Farré Mallofré.
En 1985, il a créé la compagnie El piano a l'abast, qui l'a conduit dans plus de 130 villes catalanes.
Il est l'auteur d'orchestrations d'œuvres des compositeurs Josep Serra i Bonal (ca) et Albert Cotó i Fita (ca) qui figurent dans le troisième CD de l'OCE (Valsos i danses vuitcentistes). Il est également le créateur de plusieurs œuvres pour orchestre à cordes, notamment le conte musical « L'Estel Passerell» avec les paroles de Maria Àngels Gardella i Quer (ca) et les illustrations de Jap, et le spectacle basé sur la Balada del Sabater d'Ordis de Carles Fages de Climent.
Il a été invité à diriger l'Ensemble Orchestral Perpignan Languedoc-Roussillon, la Cappella Istropolitana de Bratislava, l'Orchestre Sinfonietta de Zilina (Orchestre de chambre de Slovaquie), le Çukorova State Symphony de Turquie et l'Orchestre symphonique de Bucarest, l'Orchestre symphonique national de Panama, l'Orchestre symphonique de Cienfuegos (Cuba), le Knox-Galesburg Symphony des USA et Uralsk Philharmonic Orchestra du Kazakhstan.
Il est le chef, fondateur et directeur de l'Orchestre de chambre de l'Empordà, de l'Orchestre Philharmonique de Catalogne et cofondateur et codirecteur de la Simfònica de Cobla i Corda de Catalunya (ca) avec Francesc Cassú i Jordi (ca). En 2007, il a reçu le  Premi d'Actuació Cívica (ca) de la Fondation Carulla (ca).